# Osiniec (powiat gnieźnieński)
Osiniec – wieś w Polsce położona w województwie wielkopolskim, w powiecie gnieźnieńskim, nad Wełną, w gminie Gniezno. Od zachodu i północy graniczy z Gnieznem, od wschodu z Szczytnikami Duchownymi, a od południa z Lasem Jelonek.
W latach 1975–1998 miejscowość należała administracyjnie do województwa poznańskiego.

## Historia
Pierwsze wzmianki o Osincu pochodzą z XIII w. Wieś powstała na łące łosinno i pierwotnie nazywała się Łosiniec. Podczas II wojny światowej nad Osincem rozbił się radziecki samolot mieszkańcy zabrali z wraku to co użyteczne, a jednemu trafił się zegarek pilota.  
Na Osincu znajduje się stara szkoła niemiecka (przy alei pierwszej). W 2015 r. Osiniec wygrał Podwórko Nivea. Co roku na placu zabaw przy alei pierwszej odbywa się dzień dziecka.

## Podział
Wieś składa się z: alei 1-11 (bez 8), osiedla Zamkowego, Herbowego, Przylesie, Małego, Akacjowego, Owsianego, Kameliowego oraz ulicy Releks, Przedmieście, Dębowego, Zielone Zacisze, Kamienna.